# Wilkowyja (Kłecko)

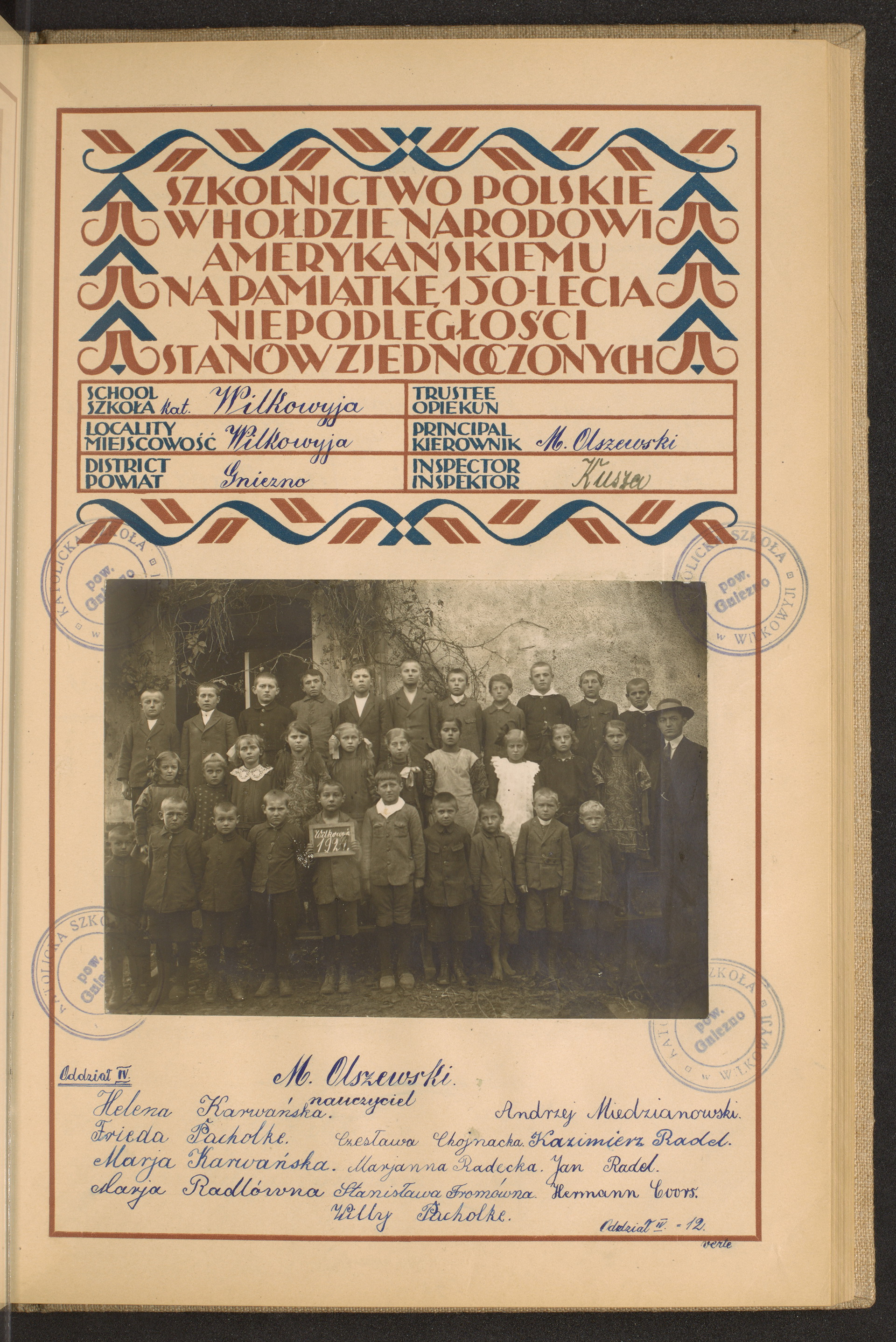
Schüler der Schule in Wilkowyja auf einem Foto aus dem Jahr 1924

Auf der deutschen Karte der Gemeinde Kłecko aus dem Jahr 1919 war das Dorf Wilkowyja als Neu Paulsdorf gekennzeichnet

Wilkowyja (deutsch: Neu Paulsdorf) – ein Dorf in Polen in der Woiwodschaft Großpolen, im Kreis Gniezno, in der Gemeinde Kłecko, am westlichen Rand des Gorzuchowskie-Seetals. In den Jahren 1975–1998 gehörte das Dorf administrativ zur Woiwodschaft Posen. Laut der Volkszählung von 2021 wurde Wilkowyja von 387 Einwohnern bewohnt, von denen 48,8 % Frauen und 51,2 % Männer waren. Der Hauptteil des Dorfes mit Einfamilienhäusern liegt an der Kreisstraße 2154P, die Wilkowyja mit Polska Wieś und der Woiwodschaftsstraße Nr. 190 verbindet. Im Dorf gibt es historische Gebäude aus der Wende des 19. und 20. Jahrhunderts, darunter ein ehemaliges Herrenhaus und Schulgebäude, eine alte Brennerei und der historische evangelische Friedhof.

## Geschichte
Wilkowyja war ein Ritterdorf im Besitz der Familie Junosza. Die erste Erwähnung des Dorfes stammt aus dem Jahr 1580, als das Dorf Kłecko den Zehnten zahlte. Eine Siedlung existierte an dieser Stelle jedoch wahrscheinlich schon viel früher, da Wilkowyja als eine der Dienersiedlungen der Burg Kłecko erwähnt wird. 1793 wurde Mikołaj Węsierski der Erbe von Wilkowyja. Am 18. März 1908 änderte das Dorf seinen Namen in Neu Paulsdorf infolge der Zusammenlegung mit dem Gutsland Polska Wieś (Gustsbezirke Paulsdorf).

## Liste der Straßen
- Gorzuchowska Str.[8]
- Bluszczowa Str.[8]
- Jałowcowa Str.[8]
- Jaśminowa Str.[8]
- Lawendowa Str.[8]
- Polna Str.[8]
- Rumiankowa Str.[8]
- Wrzosowa Str.[8]